# Barbara Rütting
Barbara Rütting, anche nota come Barbara Ruetting (Ludwigsfelde, 21 novembre 1927 – Marktheidenfeld, 28 marzo 2020), è stata un'attrice tedesca.

## Filmografia parziale

### Cinema
- Berlino polizia criminale (Die Spur führt nach Berlin), regia di Frantisek Cáp (1952)
- L'ultimo ponte (Die letzte Brücke), regia di Helmut Käutner (1954)
- La vita risorge (Das zweite Leben), regia di Victor Vicas (1954)
- Canaris, regia di Alfred Weidenmann (1954)
- Tutti i peccati di questo mondo (Alle Sünden dieser Erde), regia di Fritz Umgelter (1958)
- Nuda per il diavolo (Ich war ihm hörig), regia di Wolfgang Becker (1958)
- Tempo di vivere (A Time to Love and a Time to Die), regia di Douglas Sirk (1958)
- Stanotte sarai mia (Du gehörst mir), regia di Wilm ten Haaf (1959)
- Medico senza coscienza (Arzt ohne Gewissen), regia di Falk Harnack (1959)
- La città spietata (Town Without Pity), regia di Gottfried Reinhardt (1961)
- Lo scandalo Sibelius (Frauenarzt Dr. Sibelius), regia di Rudolf Jugert (1962)
- Edgar Wallace a Scotland Yard (Der Zinker), regia di Alfred Vohrer (1963)
- I pirati dell'Amazzonia (Und der Amazonas schweigt), regia di Franz Eichhorn (1963)
- Il fantasma di Soho (Das Phantom von Soho), regia di Franz Josef Gottlieb (1964)
- Operazione Crossbow (Operation Crossbow), regia di Michael Anderson (1965)
- Neues vom Hexer, regia di Alfred Vohrer (1965)
- Allarme a Scotland Yard: 6 omicidi senza assassino! (Der Todesrächer von Soho), regia di Jesús Franco (1972)

### Televisione
- La rivolta di Lysistrata (Die Sendung der Lysistrata) - film TV (1961)
- Die Kramer - serie TV, 6 episodi (1969)
- Il commissario Voss (Der Alte) - serie TV, 2 episodi (1980)
- L'ispettore Derrick (Derrick) - serie TV, un episodio (1981)
- La nave dei sogni (Das Traumschiff) - serie TV, 2 episodi (1983, 1993)
- Rosamunde Pilcher - serie TV, un episodio (2000)